# Fantasy-Jahr 1971
Übersicht

◄◄ | ◄ | 1967 | 1968 | 1969 | 1970 | Fantasy-Jahr 1971 | 1972 | 1973 | 1974 | 1975 | ► | ►►

Weitere Ereignisse

## Neuerscheinungen Literatur
| Deutscher Titel          | Deutschsprachiges Erscheinungsjahr | Originaltitel               | Autor                           | Anmerkungen |
| ------------------------ | ---------------------------------- | --------------------------- | ------------------------------- | ----------- |
| Conan der Bukanier       | 1972                               | Conan the Buccaneer         | L. Sprague de Camp & Lin Carter |             |
| Die Flusswelt der Zeit   | 1979                               | To Your Scattered Bodies Go | Philip José Farmer              | Rezension   |
| Auf dem Zeitstrom        | 1979                               | The Fabulous Riverboat      | Philip José Farmer              |             |
| Die Weltenzerstörer      | 1973                               | The World Wreckers          | Marion Zimmer Bradley           |             |
| Die Piratenstadt von Gor | 1975                               | Raiders of Gor              | John Norman                     |             |
| Der scharlachrote Prinz  | 1978                               | The Knight of the Swords    | Michael Moorcock                |             |
| Die Königin des Chaos    | 1978                               | The Queen of the Swords     | Michael Moorcock                |             |

## Neuerscheinungen Filme
| Deutscher Titel                             | Deutschsprachiges Erscheinungsjahr | Originaltitel                       | Regie            | Anmerkungen |
| ------------------------------------------- | ---------------------------------- | ----------------------------------- | ---------------- | ----------- |
| Charlie und die Schokoladenfabrik           | 1971                               | Willy Wonka & the Chocolate Factory | Mel Stuart       |             |
| Die tollkühne Hexe in ihrem fliegenden Bett | 1972                               | Bedknob and Broomsticks             | Robert Stevenson |             |

## Geboren
- Jim Butcher
- Alan Campbell
- Hal Duncan
- Marc-Alastor E.-E.
- Eugie Foster († 2014)
- Markus Heitz
- Drew Karpyshyn
- Siri Pettersen
- Lawrence Schimel